# Dekanat szydłowiecki
Dekanat szydłowiecki pw. św. Zygmunta Króla – jeden z 29 dekanatów w rzymskokatolickiej diecezji radomskiej. Składa się z 12 parafii, w których znajduje się 13 kościołów, zamieszkuje go około 30 000 wiernych. Ustanowiony został w 1941 r. i reaktywowany w 2000 r. Patronem dekanatu jest św. Zygmunt Król.

## Położenie
Dekanat przynależy do diecezji radomskiej, metropolii częstochowskiej, kościoła rzymskokatolickiego.
Dekanat położony jest administracyjnie w województwie mazowieckim: w gminach Szydłowiec, Chlewiska i gminie Orońsko powiatu szydłowieckiego, gminie Borkowice powiatu przysuskiego oraz w województwie świętokrzyskim w gminie Skarżysko Kościelne powiatu skarżyskiego.

## Parafie[1]
| L.p. | Parafia                                | Siedziba          | Kościoły filialne                              | L. wiernych |
| ---- | -------------------------------------- | ----------------- | ---------------------------------------------- | ----------- |
| 1.   | św. Zygmunta Króla                     | Szydłowiec        | Ducha Świętego i św. Anny (hist.)              | 8 900       |
| 2.   | św. Stanisława Biskupa i Męczennika    | Chlewiska         |                                                | 2 350       |
| 3.   | Matki Bożej Nieustającej Pomocy        | Huta              | Miłosierdzia Bożego w Budkach                  | 1 380       |
| 4.   | św. Maksymiliana Marii Kolbego         | Kierz Niedźwiedzi |                                                | 1 000       |
| 5.   | Podwyższenia Krzyża Świętego           | Majdów            |                                                | 1 790       |
| 6.   | Najświętszego Serca Jezusowego         | Nadolna           |                                                | 1 120       |
| 7.   | Wniebowzięcia Najświętszej Maryi Panny | Orońsko           | św. Maksymiliana Marii Kolbego w Guzowie       | 2 600       |
| 8.   | śś. Ap. Piotra i Pawła                 | Pawłów            |                                                | 750         |
| 9.   | Wniebowzięcia Najświętszej Maryi Panny | Rzuców            |                                                | 1 550       |
| 10.  | Matki Boskiej Bolesnej                 | Sadek             |                                                | 900         |
| 11.  | Narodzenia Najświętszej Maryi Panny    | Szydłówek         |                                                | 3 100       |
| 12.  | św. Mikołaja Biskupa                   | Wysoka            | kaplica Matki Boskiej Różańcowej w Zdziechowie | 3 850       |

## Klasztory
- Dom zakonny Michalitek w Szydłowcu

## Władze[1]
- dziekan: ks. mgr Tadeusz Mazur
- wicedziekan: ks. Zenon Ociesa

## Dziekani
- 1941–1957: ks. Jan Węglicki
- 1957–1973: ks. Stanisław Skórski
- 1973–1992: ks. kan. Józef Słaby
- 1992–2019: ks. kan. Adam Radzimirski
- 2019–2024: ks. kan. mgr Marek Kucharski
- od 2024: ks. Tadeusz Mazur